# Alvarenganiellinae
Alvarenganiellinae là một phân họ bọ cánh cứng trong họ Ptinidae.
Phân họ này, cùng với Anobiinae và một số loài khác, trước đây được coi là thành viên của họ Anobiidae, nhưng sau đó họ này đã được đổi thành Ptinidae.

## Phân loại
Có ít nhất một chi, Dasytanobium, được ghi nhận thuộc phân họ Alvarenganiellinae.